# Св. св. Константин и Елена (Вардун)
Вижте пояснителната страница за други значения на Свети Константин и Елена.
„Св. св. Константин и Елена“ е православна църква в село Вардун. Тя е част от Търговищка духовна околия, Варненска и Великопреславска епархия на Българската православна църква. Храмът е действащ само на големи религиозни празници.

## История
Църквата е построена през 1891 година.